# Sosnowsky's berenklauw

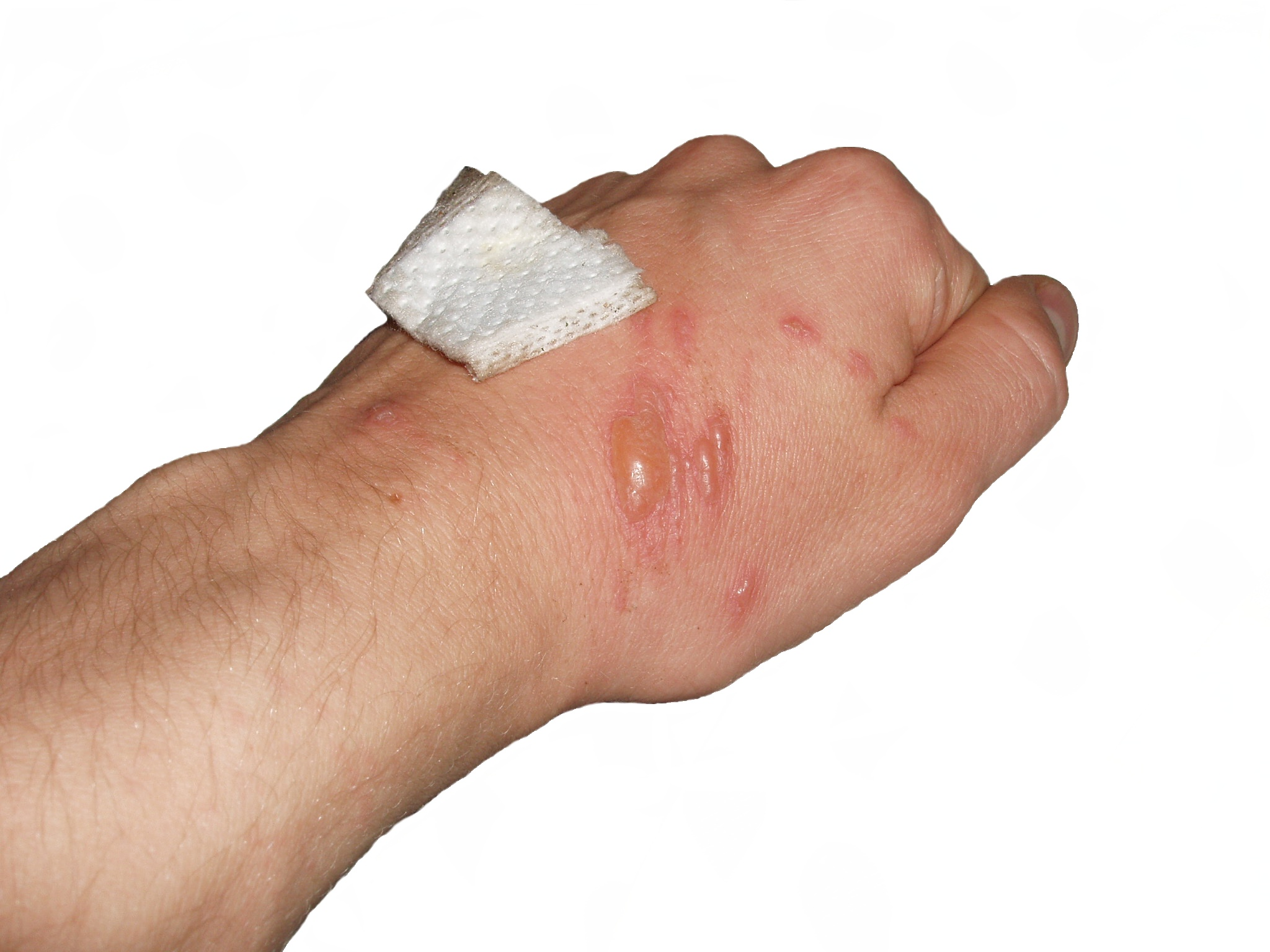
Blaren na contact met de plant

Sosnowsky's berenklauw (Heracleum sosnowskyi) is een plant uit de schermbloemenfamilie (Apiaceae), en nauw verwant aan de reuzenberenklauw.  De plant is vernoemd naar de Russische botanicus Dmitri Sosnovski. In Midden- en Oost-Europese landen wordt hij ook wel "Stalins wraak" genoemd.

## Kenmerken
De plant wordt 3 tot 5 meter hoog. De steel is recht en stevig en kan een diameter van 12 cm bereiken.

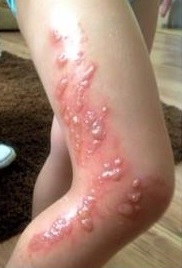
Blaren ontstaan door aanraking van de (reuzen)berenklauw

Net als zijn naaste verwant, de reuzenberenklauw (H. mantegazzianum), bevat de plant furocumarinen, fototoxische stoffen, die op de menselijke huid in combinatie met zonlicht sterke irritatie of zelfs blaarvorming kunnen veroorzaken.

## Invasieve uitheemse soort
Deze soort kwam oorspronkelijk alleen voor in de Kaukasus. Door een beslissing van de Sovjet-Unie in 1947 onder Jozef Stalin om H. sosnowskyi te gebruiken voor silage werd het echter een invasieve soort. De plant verspreidde zich eerst naar andere delen van de Sovjet-Unie zoals de Baltische staten, Wit-Rusland, Rusland en Oekraïne, en van daaruit naar Polen en verder in westelijke richting.
In West-Europa wordt Heracleum sosnowskyi nog niet aangetroffen, in tegenstelling tot de nu algemeen voorkomende, eveneens uit de Kaukasus afkomstige reuzenberenklauw. Sinds 2016 staat de soort op soort op de lijst van invasieve exoten die zorgwekkend zijn voor de Europese Unie. Dit betekent dat de soort nergens in de Europese Unie meer mag worden ingevoerd, vervoerd, gecommercialiseerd, aangeplant, geteeld, gebruikt, uitgewisseld of in de natuur gebracht .